# Rhinolophopsylla ashworthi
Rhinolophopsylla ashworthi är en loppart som först beskrevs av James Waterston 1913.  Rhinolophopsylla ashworthi ingår i släktet Rhinolophopsylla och familjen fladdermusloppor. Inga underarter finns listade i Catalogue of Life.